# Euphorbia lupatensis
Euphorbia lupatensis là một loài thực vật có hoa trong họ Đại kích. Loài này được N.E.Br. mô tả khoa học đầu tiên năm 1911.